# Etnografía de Trinidad y Tobago
En Trinidad y Tobago parte de la población es de raza negra, descendientes de africanos que fueron llevados como esclavos en la época colonial. Existen también minorías de mulatos, mestizos, indígenas y criollos europeos. Además, han inmigrado los asiáticos, entre ellos los hindúes.